# تابع موج کولن

تابع کولن نامنظم با برهمکنش‌های دافعه و جاذبه.

تصویر نمودار پیچیده تابع موج کولن منظم اضافه شد

در ریاضیات، تابع موج کولن حل معادله موج کولن است که به نام چارلز آگوستین دو کولن نامگذاری شده‌است. آنها برای توصیف رفتار ذرات باردار در یک پتانسیل کولن استفاده می‌شوند و می‌توانند بر اساس توابع ابر هندسی متقابل یا توابع ویتاکر بر حسب استدلال خیالی نوشته شوند.

## معادله موج کولن
معادله موج کولن برای یک ذره باردار با جرم معادله شرودینگر با پتانسیل کولن است
{\displaystyle \left(-\hbar ^{2}{\frac {\nabla ^{2}}{2m}}+{\frac {Z\hbar c\alpha }{r}}\right)\psi _{\vec {k}}({\vec {r}})={\frac {\hbar ^{2}k^{2}}{2m}}\psi _{\vec {k}}({\vec {r}})\,,}
جایی که حاصل ضرب بارهای ذره و منبع میدان است (بر حسب واحد بار اولیه، برای اتم هیدروژن) ثابت ساختار ریز است و انرژی ذره است. جوابی که تابع موج کولن است را می‌توان با حل این معادله در مختصات سهموی پیدا کرد.
{\displaystyle \xi =r+{\vec {r}}\cdot {\hat {k}},\quad \zeta =r-{\vec {r}}\cdot {\hat {k}}\qquad ({\hat {k}}={\vec {k}}/k)\,.}
بسته به شرایط مرزی انتخاب شده، راه حل اشکال مختلفی دارد. دو مورد از راه حل‌ها عبارتند از
{\displaystyle \psi _{\vec {k}}^{(\pm )}({\vec {r}})=\Gamma (1\pm i\eta )e^{-\pi \eta /2}e^{i{\vec {k}}\cdot {\vec {r}}}M(\mp i\eta ,1,\pm ikr-i{\vec {k}}\cdot {\vec {r}})\,,}
جایی که تابع {\displaystyle M(a,b,z)\equiv {}_{1}\!F_{1}(a;b;z)} ابر هندسی همرو است، و {\displaystyle \eta =Zmc\alpha /(\hbar k)} و {\displaystyle \Gamma (z)}تابع گاما است. دو شرط مرزی مورد استفاده در اینجا عبارتند از
{\displaystyle \psi _{\vec {k}}^{(\pm )}({\vec {r}})\rightarrow e^{i{\vec {k}}\cdot {\vec {r}}}\qquad ({\vec {k}}\cdot {\vec {r}}\rightarrow \pm \infty )\,,}
که مطابقت دارند حالت مجانبی موج صفحه گرا به ترتیب قبل یا بعد از نزدیک شدن به منبع میدان در مبدأ. توابع با فرمول به یکدیگر مرتبط هستند

{\displaystyle \psi _{\vec {k}}^{(+)}=\psi _{-{\vec {k}}}^{(-)*}\,.}

### گسترش جزئی موج
تابع موج {\displaystyle \psi _{\vec {k}}({\vec {r}})}  را می‌توان به امواج جزئی گسترش داد (یعنی با توجه به پایه زاویه ای) برای به دست آوردن توابع شعاعی مستقل از زاویه {\displaystyle w_{\ell }(\eta ,\rho )} . اینجا {\displaystyle \rho =kr} .
{\displaystyle \psi _{\vec {k}}({\vec {r}})={\frac {4\pi }{r}}\sum _{\ell =0}^{\infty }\sum _{m=-\ell }^{\ell }i^{\ell }w_{\ell }(\eta ,\rho )Y_{\ell }^{m}({\hat {r}})Y_{\ell }^{m\ast }({\hat {k}})\,.}
یک جمله منفرد از انبساط را می‌توان توسط محصول اسکالر با هارمونیک کروی خاص جدا کرد
{\displaystyle \psi _{k\ell m}({\vec {r}})=\int \psi _{\vec {k}}({\vec {r}})Y_{\ell }^{m}({\hat {k}})d{\hat {k}}=R_{k\ell }(r)Y_{\ell }^{m}({\hat {r}}),\qquad R_{k\ell }(r)=4\pi i^{\ell }w_{\ell }(\eta ,\rho )/r.}
معادله تک موج جزئی می‌توان با بازنویسی لاپلاسین در معادله موج کولن در مختصات کروی و طرح معادله بر روی یک هارمونیک کروی خاص به دست آورد. {\displaystyle Y_{\ell }^{m}({\hat {r}})}

{\displaystyle {\frac {d^{2}w_{\ell }}{d\rho ^{2}}}+\left(1-{\frac {2\eta }{\rho }}-{\frac {\ell (\ell +1)}{\rho ^{2}}}\right)w_{\ell }=0\,.}

جواب‌ها را توابع موج کولن (جزئی) یا توابع کولن کروی نیز می‌نامند. قرار دادن {\displaystyle z=-2i\rho } معادله موج کولن را به معادله ویتاکر تغییر می‌دهد، بنابراین توابع موج کولن را می‌توان بر حسب توابع ویتاکر با آرگومان‌های خیالی بیان کرد. {\displaystyle M_{-i\eta ,\ell +1/2}(-2i\rho )} و {\displaystyle W_{-i\eta ,\ell +1/2}(-2i\rho )} . دومی را می‌توان بر حسب توابع ابر هندسی متقابل بیان کرد{\displaystyle M} و {\displaystyle U} . برای {\displaystyle \ell \in \mathbb {Z} }  ، یکی راه حل‌های ویژه را تعریف می‌کند

{\displaystyle H_{\ell }^{(\pm )}(\eta ,\rho )=\mp 2i(-2)^{\ell }e^{\pi \eta /2}e^{\pm i\sigma _{\ell }}\rho ^{\ell +1}e^{\pm i\rho }U(\ell +1\pm i\eta ,2\ell +2,\mp 2i\rho )\,,}
جایی که
{\displaystyle \sigma _{\ell }=\arg \Gamma (\ell +1+i\eta )}
تغییر فاز کولن نامیده می‌شود. یکی توابع واقعی را نیز تعریف می‌کند
{\displaystyle F_{\ell }(\eta ,\rho )={\frac {1}{2i}}\left(H_{\ell }^{(+)}(\eta ,\rho )-H_{\ell }^{(-)}(\eta ,\rho )\right)\,,}
{\displaystyle G_{\ell }(\eta ,\rho )={\frac {1}{2}}\left(H_{\ell }^{(+)}(\eta ,\rho )+H_{\ell }^{(-)}(\eta ,\rho )\right)\,.}
به ویژه یکی دارد
{\displaystyle F_{\ell }(\eta ,\rho )={\frac {2^{\ell }e^{-\pi \eta /2}|\Gamma (\ell +1+i\eta )|}{(2\ell +1)!}}\rho ^{\ell +1}e^{i\rho }M(\ell +1+i\eta ,2\ell +2,-2i\rho )\,.}

Regular Coulomb wave function F plotted from 0 to 20 with repulsive and attractive interactions in Mathematica 13.1

رفتار مجانبی توابع کروی کولن {\displaystyle H_{\ell }^{(\pm )}(\eta ,\rho )} , {\displaystyle F_{\ell }(\eta ,\rho )} و {\displaystyle G_{\ell }(\eta ,\rho )} و در مقیاس بزرگ {\displaystyle \rho } است
{\displaystyle H_{\ell }^{(\pm )}(\eta ,\rho )\sim e^{\pm i\theta _{\ell }(\rho )}\,,}
{\displaystyle F_{\ell }(\eta ,\rho )\sim \sin \theta _{\ell }(\rho )\,,}
{\displaystyle G_{\ell }(\eta ,\rho )\sim \cos \theta _{\ell }(\rho )\,,}
جایی که
{\displaystyle \theta _{\ell }(\rho )=\rho -\eta \log(2\rho )-{\frac {1}{2}}\ell \pi +\sigma _{\ell }\,.}
راه حل‌ها {\displaystyle H_{\ell }^{(\pm )}(\eta ,\rho )} مربوط به امواج کروی ورودی و خروجی است. راه حل‌ها {\displaystyle F_{\ell }(\eta ,\rho )} و {\displaystyle G_{\ell }(\eta ,\rho )} واقعی هستند و توابع موج کولن منظم و نامنظم نامیده می‌شوند. به‌طور خاص یکی دارای انبساط جزئی موج زیر برای تابع موج است {\displaystyle \psi _{\vec {k}}^{(+)}({\vec {r}})}
```
                                                                                                               

  

    

      

        

          
ψ

          

            

              

                
k

                
→

              

            

          

          

            
(

            
+

            
)

          

        

        
(

        

          

            

              
r

              
→

            

          

        

        
)

        
=

        

          

            

              
4

              
π

            

            
ρ

          

        

        

          
∑

          

            
ℓ

            
=

            
0

          

          

            
∞

          

        

        

          
∑

          

            
m

            
=

            
−

            
ℓ

          

          

            
ℓ

          

        

        

          
i

          

            
ℓ

          

        

        

          
e

          

            
i

            

              
σ

              

                
ℓ

              

            

          

        

        

          
F

          

            
ℓ

          

        

        
(

        
η

        
,

        
ρ

        
)

        

          
Y

          

            
ℓ

          

          

            
m

          

        

        
(

        

          

            

              
r

              
^

            

          

        

        
)

        

          
Y

          

            
ℓ

          

          

            
m

            
∗

          

        

        
(

        

          

            

              
k

              
^

            

          

        

        
)

        

        
,

      

    

    
{\displaystyle \psi _{\vec {k}}^{(+)}({\vec {r}})={\frac {4\pi }{\rho }}\sum _{\ell =0}^{\infty }\sum _{m=-\ell }^{\ell }i^{\ell }e^{i\sigma _{\ell }}F_{\ell }(\eta ,\rho )Y_{\ell }^{m}({\hat {r}})Y_{\ell }^{m\ast }({\hat {k}})\,,}

  

```

## ویژگی‌های تابع کولن
قطعات شعاعی برای یک تکانه زاویه ای معین متعامد هستند. هنگامی که در مقیاس عددی موج (مقیاس k) نرمال می‌شود، توابع موج شعاعی پیوسته را برآورده می‌کند.
{\displaystyle \int _{0}^{\infty }R_{k\ell }^{\ast }(r)R_{k'\ell }(r)r^{2}dr=\delta (k-k')}
سایر نرمال سازی‌های رایج توابع موج پیوسته در مقیاس عددی موج کاهش یافته‌است ({\displaystyle k/2\pi } مقیاس)،
{\displaystyle \int _{0}^{\infty }R_{k\ell }^{\ast }(r)R_{k'\ell }(r)r^{2}dr=2\pi \delta (k-k')\,,}
و در مقیاس انرژی
{\displaystyle \int _{0}^{\infty }R_{E\ell }^{\ast }(r)R_{E'\ell }(r)r^{2}dr=\delta (E-E')\,.}
توابع موج شعاعی تعریف شده در بخش قبل به نرمال سازی می‌شوند
{\displaystyle \int _{0}^{\infty }R_{k\ell }^{\ast }(r)R_{k'\ell }(r)r^{2}dr={\frac {(2\pi )^{3}}{k^{2}}}\delta (k-k')}
در نتیجه عادی سازی
{\displaystyle \int \psi _{\vec {k}}^{\ast }({\vec {r}})\psi _{{\vec {k}}'}({\vec {r}})d^{3}r=(2\pi )^{3}\delta ({\vec {k}}-{\vec {k}}')\,.}
توابع موج کولن پیوسته (یا پراکنده) نیز متعامد به تمام حالات محدود کولن هستند
{\displaystyle \int _{0}^{\infty }R_{k\ell }^{\ast }(r)R_{n\ell }(r)r^{2}dr=0}
به دلیل اینکه حالت‌های ویژه یک عملگر هرمیتین (هامیلتونی) با مقادیر ویژه متفاوت است.